# Lydia Clarke
Lydia Marie Clarke (Two Rivers, 14 aprile 1923 – Santa Monica, 3 settembre 2018) è stata un'attrice e fotografa statunitense.

## Biografia

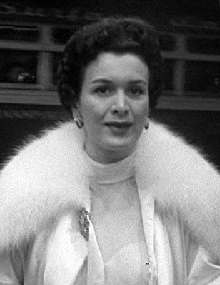
Lydia Clarke nel 1956

Nata a Two Rivers, nel Wisconsin, nel 1944 sposò Charlton Heston, suo compagno di studi alla Northwestern University di Chicago, e con lui intraprese la carriera nella recitazione, partecipando inizialmente ad allestimenti teatrali estivi. 
Trasferitisi nel 1948 a New York, la Clarke e Heston vissero per un periodo nella zona di Hell's Kitchen. Dopo l'affermazione di Heston a Broadway e il suo debutto a Hollywood, l'attrice fece una breve apparizione nel film Il più grande spettacolo del mondo, interpretato nel 1952 dal marito, e fu protagonista nello stesso anno del film drammatico La città atomica, accanto a Gene Barry. L'anno successivo partecipò ad alcune serie televisive ed ebbe un ruolo secondario in un altro film interpretato da Heston, il dramma Lontano dalle stelle (1953).
La Clarke si ritirò dalle scene per dedicarsi alla famiglia: dal matrimonio con Heston ebbe due figli, Fraser (futuro regista), nato nel 1955, e Holly, nata nel 1961. In seguito rientrò nel mondo del cinema partecipando occasionalmente a film interpretati dal marito, come il western Costretto ad uccidere (1967), e lavorando alla fotografia in 1975: Occhi bianchi sul pianeta Terra (1971) e I predatori della vena d'oro (1982).
Nel 1991 subì una mastectomia a causa di un tumore al seno, che tuttavia riuscì a sconfiggere.

## Filmografia
- Il più grande spettacolo del mondo (The Greatest Show on Earth), regia di Cecil B. DeMille (1952)
- La città atomica (The Atomic City), regia di Jerry Hopper (1952)
- Studio One - serie TV, 2 episodi (1950-1952)
- The Philco Television Playhouse - serie TV, 1 episodio (1953)
- Lontano dalle stelle (Bad for Each Other), regia di Irving Rapper (1953)
- Costretto ad uccidere (Will Penny), regia di Tom Gries (1967)